# Calathea coriacea
Calathea coriacea är en strimbladsväxtart som beskrevs av H.A.Kenn. Calathea coriacea ingår i släktet Calathea och familjen strimbladsväxter. Inga underarter finns listade.